# Раунд-Гров (тауншип, Миннесота)
Ра́унд-Гров (англ. Round Grove) — тауншип в округе Мак-Лод, Миннесота, США. На 2000 год его население составило 276 человек.

## География
По данным Бюро переписи населения США площадь тауншипа составляет 93,7 км², из которых 92,5 км² занимает суша, а 1,2 км² — вода (1,24 %).

## Демография
По данным переписи населения 2000 года здесь находились 276 человек, 105 домохозяйств и 78 семей. Плотность населения — 3,0 чел./км². На территории тауншипа расположено 116 построек со средней плотностью 1,3 построек на один квадратный километр. Расовый состав населения: 95,65 % белых, 0,72 % c Тихоокеанских островов, 2,54 % — других рас США и 1,09 % приходится на две или более других рас. Испанцы или латиноамериканцы любой расы составляли 2,17 % от популяции тауншипа.
Из 105 домохозяйств в 27,6 % воспитывались дети до 18 лет, в 64,8 % проживали супружеские пары, в 4,8 % проживали незамужние женщины и в 24,8 % домохозяйств проживали несемейные люди. 21,9 % домохозяйств состояли из одного человека, при том 8,6 % из — одиноких пожилых людей старше 65 лет. Средний размер домохозяйства — 2,63, а семьи — 3,05 человека.
22,8 % населения — младше 18 лет, 9,4 % — в возрасте от 18 до 24 лет, 24,6 % — от 25 до 44, 27,9 % — от 45 до 64, и 15,2 % — старше 65 лет. Средний возраст — 41 год. На каждые 100 женщин приходилось 110,7 мужчин. На каждые 100 женщин старше 18 приходилось 124,2 мужчин.
Средний годовой доход домохозяйства составлял 50 500 долларов, а средний годовой доход семьи — 52 813 долларов. Средний доход мужчин — 27 250 долларов, в то время как у женщин — 24 000. Доход на душу населения составил 20 216 долларов. За чертой бедности находились 3,8 % семей и 4,8 % всего населения тауншипа, из которых 7,6 % младше 18 и 6,7 % старше 65 лет.